# Павлов, Константин Сергеевич
Константин Сергеевич Павлов (21 января 1989 года, Кострома, СССР) — российский футболист, полузащитник грузинского клуба «Рустави».

## Биография
Воспитанник костромского футбола. Долгое время выступал за местные команды «Динамо» и «Спартак». Затем полузащитник играл за другие коллективы ПФЛ.
Осенью 2019 года хавбек вместе с партнером по крымскому «Фавориту-ВД-Кафе» Олегом Толмасовым перебрался в Грузию, где он подписал контракт с клубом Эровнули лига «Рустави». Дебют в элите местного футбола состоялся 9 ноября 2019 года в матче против тбилисского «Динамо», в котором его команда потерпела поражение со счетом 0:2. В игре Павлов вышел на замену на 64-й минуте вместо Фуада Байрамова. По итогам сезона «Рустави» покинуло Эровнули лигу.